# 菲利普·古斯塔夫·杜尔塞
蓬泰库朗伯爵菲利普·古斯塔夫·杜尔塞（Philippe Gustave Doulcet, Comte de Pontécoulant，1796年6月11日—1874年67月21日）是一位法国天文学家，1796年6月11日生于巴黎，1874年7月21日在蓬泰库朗去世，终年78岁。
他是蓬泰库朗伯爵路易斯·古斯塔夫·勒·杜尔塞的次子，路易-阿道夫·蓬泰库朗的弟弟。1811年在他16岁时从军，隶属炮兵部队，而后调至总参谋部，1849年以上校军衔退役。退役后，他致力于数学和天文学的研究。 
1829年，他利用泊松和拉格朗日的数学公式成功地预测了哈雷彗星的准确回归期。
他预测的彗星通过近日点时间精确到二天以内。
他是法国科学院院士，月球上的蓬泰库朗环形山就是以他的名字命名的。

## 引用
1. ↑  George Forbes, "History of Astronomy".